# Provincia marítima de Vigo
La provincia marítima de Vigo, en la comunidad autónoma de Galicia, es una de las treinta provincias marítimas en que se divide el litoral español. Su puerto más importante es el puerto de Vigo.
De norte a sur consta de los siguientes distritos marítimos:
- Portonovo (Sangenjo) VI-1: desde punta Faxilda hasta el río Lérez.
- Marín VI-2: desde el río Lérez hasta la isla de San Clemente.
- Bueu VI-3: desde la isla de San Clemente hasta punta Morcejos. Incluyendo la isla de Ons y la isla de Onza.
- Cangas de Morrazo VI-4: sesde punta Morcejos hasta punta Domayo.
- Redondela VI-5: desde punta Domayo hasta el río Grila.
- Vigo VI-6: desde el río Grila hasta cabo Estay. Incluyendo las islas Cíes.
- Bayona VI-7: Desde cabo Estay hasta punta Orejuda.
- La Guardia VI-8: desde punta Orelluda por el río Miño hasta la confluencia con el río Barjas.